# Уголовный кодекс Республики Беларусь
Уголовный кодекс Республики Беларусь (УК РБ, УК Беларуси, бел. Крымінальны кодэкс Рэспублікі Беларусь, КК РБ) — основной источник уголовного права Беларуси, единственный нормативный акт, устанавливающий преступность и наказуемость деяний на территории Беларуси.
Действующая редакция Уголовного кодекса Беларуси была подписана президентом Беларуси Александром Лукашенко 9 июля 1999 года и вступила в силу с 1 января 2001 года, сменив предыдущий Уголовный кодекс Белорусской ССР 1960 года, применявшийся до тех пор.

## Структура кодекса
Кодекс состоит из Общей (разделы I—V, главы 1—16) и Особенной частей (разделы VI—XV, главы 17—37). В Общей части рассматриваются основные понятия уголовного законодательства, устанавливаются основания и условия уголовной ответственности, общие положения об уголовном наказании, иных мерах уголовной ответственности, безопасности и лечения, а также особенности применения уголовного наказания к несовершеннолетним.
Особенная часть включает в себя статьи, описывающие составы конкретных преступлений. Структура Особенной части отражает иерархию ценностей, охраняемых уголовным законом: на первом месте стоят преступления против мира, безопасности человечества и военные преступления, далее преступления против человека, и лишь затем преступления против собственности, общественных и государственных интересов.

## Назначение кодекса
Уголовный кодекс Республики Беларусь определяет, какие общественно опасные деяния являются преступлениями, закрепляет основания и условия уголовной ответственности, устанавливает наказания и иные меры уголовной ответственности, которые могут быть применены к лицам,совершившим преступления,а также принудительные меры безопасности и лечения в отношении лиц,совершивших общественно опасные деяния.

## Задачи кодекса
Уголовный кодекс Республики Беларусь имеет задачей охрану мира и безопасности человечества, человека, его прав и свобод, собственности, прав юридических лиц, природной среды, общественных и государственных интересов, конституционного строя Республики Беларусь, а также установленного правопорядка от преступных посягательств. Уголовный кодекс Республики Беларусь способствует предупреждению преступных посягательств, воспитанию граждан в духе соблюдения законодательства Республики Беларусь.

## Особенности кодекса
УК Беларуси во многом основан на положениях Модельного Уголовного кодекса для государств — участников СНГ; также многие нормы заимствованы из Уголовного кодекса РФ 1996 года, хотя в целом кодекс характеризуется специалистами как достаточно самостоятельный и теоретически продуманный.
Кодекс учитывает положения международного права, устанавливая ответственность за преступления, предусмотренные международными договорами и конвенциями: торговлю людьми; похищение человека; вербовку людей для эксплуатации; легализацию («отмывание») материальных ценностей, приобретенных преступным путём; терроризм, захват заложников.
В кодекс регулярно вносятся изменения, отражающие изменения регулируемых им общественных отношений и появление новых видов и форм общественно опасных деяний.

#### Смертная казнь
В УК Беларуси предусмотрена смертная казнь, что необычно для УК других стран СНГ. Смертная казнь предусмотрена за особо тяжкие преступления, связанные с умышленным убийством. Также Беларусь — единственная страна в СНГ и Европе, где смертная казнь применяется.
С 2023 года введена смертная казнь за госизмену для чиновников.